# トレポレモス (将軍)
トレポレモス（希：Tληπoλεμoς, ラテン文字転記：Tlepolemos, 生没年不明）は、マケドニア王アレクサンドロス3世に仕えた将軍である。
トレポレモスはピュトファネスの子でヘタイロイの一人であり、東征時にアレクサンドロスによってパルティア人とヒュルカニア人を統治する太守としてパルティア人のアムニナペスと共に任じられた。その後、カルマニア太守シビュルティオスがアラコシアとゲドロシアの太守に転任したため、トレポレモスはその後任に任命され、紀元前323年のアレクサンドロスの死に際して開催されたバビロン会議、紀元前321年のトリパラディソスの軍会にてその地位を維持した。
紀元前317年に勢力拡大を目論んでパルティアに侵攻したメディア太守ペイトンとペルシス太守ペウケスタス率いる東方太守連合軍が戦い、ペイトンを破った。トレポレモスはこの時は東方太守連合軍の一人として戦った。その後、トレポレモスはエウメネスとアンティゴノスの戦いに他の東方の太守と同様にエウメネス側で参加し、紀元前317年のパラエタケネの戦いではカルマニア騎兵を率いて戦った。ガビエネの戦いの後、味方の裏切りによってエウメネスがアンティゴノスに引き渡された。その時、かねてトレポレモスは所領を良く治めて多くの支持者がいたために、アンティゴノスによって所領を安堵された。その後トレポレモスがどうなったかは不明である。